# Ruf R Kompressor
La Ruf R Kompressor est une voiture de sport allemande produite par la société Ruf. La R Kompressor sort en 2006 sur une base de Porsche 911 (997) Carrera S/4S.
Elle se distingue par ses modifications esthétiques, et l'ajout d'un compresseur volumétrique à son moteur. La puissance totale délivrée est de 415 ou 430 ch suivant les versions. La voiture est disponible en 2 ou 4 roues motrices.